# Leptoteleia majkae
Leptoteleia majkae är en stekelart som beskrevs av Lubomir Masner 1978. Leptoteleia majkae ingår i släktet Leptoteleia och familjen Scelionidae. Inga underarter finns listade i Catalogue of Life.